# Стойка, Штефан
Штефан Стойка (рум. Ștefan Stoica, род. 23 июня 1967, Негоешти, коммуна Мелинешти, Румыния) — румынский футболист и тренер..
Как игрок заявил о себе в составе «Университати» из столицы родного региона; в победном для этого клуба чемпионате Румынии 1990/91 провёл 9 матчей. После того сезона выступал преимущественно в Греции.